# Cyrus Cornut
Cyrus Cornut (* 1977) je francouzský umělec a fotograf íránsko-iráckého původu. V roce 2021 získal 26 cenu HSBC za fotografii.

## Životopis
Cyrus Cornut, který se narodil v roce 1977 a má íránsko - irácký původ, žil v Bagdádu a Káhiře.
Vystudoval architekturu, díky čemuž cestoval hlavně v Asii (Jáva, Sumatra, Borneo, Malajsie, Thajsko, Vietnam, Indie,..) a začal se věnovat fotografii, "veden jednoduše potěšením z fotografování."
V roce 2005 bylo v Číně rozhodující setkání s profesionálními fotografy. Potom začal fotografovat se "stanovením zásad, které budou základem pro rozvoj". Po návratu do Francie a pořízením prvního cyklu s názvem Les villes sont comme des océans (Města jsou jako oceány), se rozhodl stát se profesionálem.
Tato první práce o čínských městech byla vystavena v roce 2006 na Rencontres de la photographie d'Arles pod uměleckým vedením Raymonda Depardona.
V roce 2021 získal Cyrus Cornut cenu HSBC za fotografii se svou sérií Chongqing, sur les quatre rives du temps qui passe (Čchung-čching na čtyřech březích času).
Cyrus Cornut žije a pracuje v Paříži. Používá fotografickou kameru 4×5, těžkopádné vybavení vyžadující technickou zdatnost a trpělivost. Jeho práce jsou vystavovány ve Francii i v zahraničí.

## Publikace
Neúplný seznam
- Atlas Paris, Antoine Brès, Thierry Sanjuan ; cartographie Madeleine Benoit-Guyod ; photographies Cyrus Cornut, Paříž, Éditions Autrement, 2011
- Valophis renouvelle ses quartiers, [photographies] Cyrus Cornut, Françoise Huguier, Stéphane Lagoutte... [et al.] / Paříž, Trans Photographic Press , 2011
- Atlas Paris, Antoine Brès, Thierry Sanjuan ; cartographie Madeleine Benoit-Guyod ; photographies Cyrus Cornut, Paříž, Éditions Autrement, 2012
- Marie Desplechin. Pour une poignée de degrés. [s.l.]: [s.n.], 2017. ISBN 9791095118046. Klara Beck, Antoine Bruy, Cyrus Cornut, Charles Delcourt, Tim Franco, Lek Kiatsirikajorn, Olivia Lavergne, Simon Norfolk, Nyani Quarmyne, Sébastien Tixier.
- Atlas de Londres: une métropole en perpétuelle mutation, Manuel Appert, Mark Bailoni, Delphine Papin ; cartographie Eugénie Dumas ; photographies Cyrus Cornut, 2018, Paříž, Éditions Autrement, 2018
- Chongqing, sur les quatre rives du temps qui passe, Éditions Xavier Barral, Paříž, 2021

## Výstavy
Neúplný seznam
- 2006: Chine, Les villes sont comme des océans, Rencontres de la photographie d'Arles[3][2]
- 2010: Voyage en périphérie, avec le groupe France14, Abbaye de Montmajour, Rencontres de la photographie d'Arles[3][4]
- 2014: Le voyage d’Alberstein, avec Nicolas Cornut, Belleroche, Maison de l'intercommunalité, Rocheservière[7]
- 2015: Le voyage d’Alberstein, avec Nicolas Cornut, Centre Atlantique de la Photographie à Brest[8]
- 2021: Aassmaa Akhannouch & Cyrus Cornut, Galerie Esther Woerdehoff, Paříž

## Ceny a ocenění
Neúplný seznam
- 2014: Lauraát Grand Prix des Albums, Muséum national d'histoire naturelle
- 2012: Lauraát visa de l'ANI, Promenades Photographiques de Vendôme
- 2018: Neutral Density Photography Awards, ND Photographer of the Year[9]
- 2018: 1. cena v soutěži Singular Lens
- 2021: 26. prix HSBC pour la photographie za cyklus série « Chongqing, sur les quatre rives du temps qui passe »[5]

## Sbírky
- Kolekce Florence a Damien Bachelot
- Francouzská národní knihovna, Paříž
- Metz Arsenal
- Sbírka HSBC